# Peyton Randolph
Peyton Randolph (Williamsburg, Virginia, 10 de septiembre de 1721 - Filadelfia, Pensilvania, 22 de octubre de 1775) fue un abogado y político angloamericano.
Fue Presidente del primer y del segundo Congreso Continental. Natural de Virginia, estudió durante unos años en el College of William and Mary, y se especializó en Derecho en Middle Temple en Londres, ejerciendo como abogado desde 1743. De regreso en Virginia sirvió como Fiscal de la Colonia de Virginia en Williamsburg y formó parte de la Casa de los Burgesses de Virginia desde 1748.
Randolph presidió el primer Congreso Continental del 5 de septiembre al 21 de octubre de 1774 (le sucedió en el cargo Henry Middleton) y el segundo Congreso Continental del 10 al 23 de mayo de 1775 (le sucedió John Hancock).